# XXVIII Concurs de castells de Tarragona
El XXVIII Concurs de Castells de Tarragona és un esdeveniment que va tenir lloc el 2022 a la Tarraco Arena Plaça de Tarragona i a la plaça del Castell de Torredembarra. Va ser considerat el cinquanta-unè concurs de castells de la història i la vint-i-vuitena edició del concurs de castells de Tarragona, organitzat biennalment per l'Ajuntament de Tarragona. Va comptar amb les millors colles classificades al Rànquing Estrella Concurs, que comptabilitzava les actuacions realitzades des de l'1 de setembre de 2019 fins al 31 d'agost de 2022.
Originalment, aquesta edició s'havia de fer l'any 2020, però va ser anul·lada per la manca d'activitat castellera provocada per la Pandèmia de COVID-19. L'organització va decidir passar-la del 2020 al 2022 perquè tradicionalment es fa en anys parells i perquè així el 2021 fos un any tranquil de represa castellera sense afegir-hi l'incentiu del Concurs.
La primera jornada del Concurs va celebrar-se el diumenge 25 de setembre a l'interior del Pavelló Sant Jordi de Torredembarra i va ser guanyada ex-aequo pels Nois de la Torre i els Castellers de Berga. La segona es va celebrar el dissabte 1 d'octubre a la Tarraco Arena Plaça i va ser guanyada pels Castellers de la Vila de Gràcia. Per acabar, en la tercera jornada, la del diumenge 2 d'octubre també a la TAP, la victòria va ser pels Castellers de Vilafranca.

## Resultats
| Resultat              |
| --------------------- |
| Descarregat (D)       |
| Carregat (C)          |
| Intent (I)            |
| Intent desmuntat (ID) |

Llegenda: f: castell amb folre, fm: amb folre i manilles, sf: sense folre, sm: sense manilles, fmp: amb folre, manilles i puntals, a: amb l'agulla o el pilar al mig, fa: amb folre i l'agulla o el pilar, ps: aixecat per sota o per baix, *: amb penalització.
Aquesta és la classificació del XXVIII Concurs de Tarragona. En negreta, els castells que puntuen.
| Pos. | Colla                                  | Dia     | Castells   | Castells    | Castells     | Castells   | Castells   | Punts |
| Pos. | Colla                                  | Dia     | 1a ronda   | 2a ronda    | 3a ronda     | 4a ronda   | 5a ronda   | Punts |
| ---- | -------------------------------------- | ------- | ---------- | ----------- | ------------ | ---------- | ---------- | ----- |
| 1a.  | Castellers de Vilafranca               | Dg 2/10 | 3de10fm    | 4de10fm (i) | 5de9f        | 4de9sf (c) | -          | 8.485 |
| 2a.  | Colla Joves Xiquets de Valls           | Dg 2/10 | 4de9sf     | 2de8sf (i)  | 2de8sf (c)** | 5de9f (c)  | -          | 8.050 |
| 3a.  | Colla Vella dels Xiquets de Valls      | Dg 2/10 | 2de8sf (c) | 4de9sf (i)  | 3de9f        | 4de9f      | -          | 5.755 |
| 4a.  | Colla Jove Xiquets de Tarragona        | Dg 2/10 | 9de8 (i)   | 3de9f (id)  | 3de9f**      | 4de9f      | 2de9fm (c) | 4.825 |
| 5a.  | Xiquets de Tarragona                   | Dg 2/10 | 5de8       | 3de9f (c)   | -            | 4de9f      | -          | 3.805 |
| 6a.  | Moixiganguers d’Igualada               | Dg 2/10 | 5de8       | 3de9f (c)   | 2de8f        | -          | -          | 3.265 |
| 7a.  | Capgrossos de Mataró                   | Dg 2/10 | 3de8       | 5de8        | 4de8         | -          | -          | 2.345 |
| 8a.  | Castellers de la Vila de Gràcia        | Ds 1/10 | 3de8       | 2de8f       | 4de8         | -          | -          | 2.255 |
| 9a.  | Castellers de Sants                    | Dg 2/10 | 4de8       | 3de8        | 2de8f (id)   | 2de8f**    | -          | 2.255 |
| 10a. | Castellers de Sant Pere i Sant Pau     | Dg 2/10 | 3de8       | pde7f (c)   | 4de8         | -          | 3de8a (i)  | 2.170 |
| 11a. | Castellers de Barcelona                | Dg 2/10 | 3de8       | 2de8f (c)   | 4de8         | -          | -          | 2.135 |
| 12a. | Xiquets de Reus                        | Dg 2/10 | 3de8       | 2de8f       | 4de8 (id)    | 4de7a      | -          | 2.000 |
| 13a. | Marrecs de Salt                        | Ds 1/10 | 4de8       | 3de8        | 9de7         | 2de7       | -          | 1.940 |
| 14a. | Sagals d'Osona                         | Ds 1/10 | 5de7       | 4de8        | 7de7 (id)    | 2de7       | -          | 1.660 |
| 14a. | Nens del Vendrell                      | Ds 1/10 | 4de8       | 2de7        | 5de7         | -          | -          | 1.660 |
| 16a. | Castellers de Sabadell                 | Dg 2/10 | 4de8       | 9de7        | 5de7 (id)    | 5de7**     | -          | 1.630 |
| 17a. | Castellers de Terrassa                 | Ds 1/10 | 5de7       | 4de8        | 3de7ps (c)   | -          | -          | 1.490 |
| 18a. | Castellers de Sant Cugat               | Ds 1/10 | 4de8       | 3de8 (i)    | 5de7         | 7de7       | -          | 1.455 |
| 18a. | Xics de Granollers                     | Ds 1/10 | 4de7a      | 4de8        | 7de7         | 5de7       | -          | 1.455 |
| 18a. | Castellers de Lleida                   | Ds 1/10 | 7de7       | 4de8        | 5de7         | -          | -          | 1.455 |
| 21a. | Bordegassos de Vilanova                | Ds 1/10 | 7de7       | 2de7 (id)   | 2de7**       | 5de7       | -          | 1.425 |
| 22a. | Colla Castellera Jove de Barcelona     | Ds 1/10 | 7de7       | 4de8 (c)    | 4de7a        | -          | -          | 1.330 |
| 23a. | Castellers d'Esplugues                 | Ds 1/10 | 5de7       | 7de7        | 3de7ps       | -          | -          | 1.285 |
| 24a. | Xicots de Vilafranca                   | Ds 1/10 | 7de7       | 5de7        | 4de8 (id)    | 4de8 (id)  | 4de7a      | 1.200 |
| 24a. | Castellers de l'Alt Maresme            | Ds 1/10 | 4de7a      | 5de7        | 7de7         | -          | -          | 1.200 |
| 24a. | Nois de la Torre                       | Dg 25/9 | 7de7       | 5de7        | 4de7a        | -          | -          | 1.200 |
| 24a. | Castellers de Berga                    | Dg 25/9 | 5de7       | 7de7        | 4de7a        | -          | -          | 1.200 |
| 28a. | Castellers del Poble Sec               | Ds 1/10 | 4de7a      | 5de7        | 3de7a        | -          | -          | 1.160 |
| 28a. | Castellers d'Esparreguera              | Dg 25/9 | 4de7a      | 5de7        | 3de7a        | -          | -          | 1.160 |
| 30a. | Castellers de Cornellà                 | Ds 1/10 | 5de7       | 3de7a (c)   | 4de7a        | -          | -          | 1.130 |
| 31a. | Castellers de Castelldefels            | Dg 25/9 | 3de7       | 4de7a       | 5de7(c)      | -          | 3de7a      | 1.105 |
| 32a. | Castellers de Mollet                   | Dg 25/9 | 3de7a      | 4de7a       | 3de7         | -          | -          | 1.030 |
| 33a. | Xiquets del Serrallo                   | Ds 1/10 | 5de7       | 2de7 (id)   | 2de7**       | 3de8 (id)  | 3de8 (id)  | 1.025 |
| 34a. | Castellers de Badalona                 | Dg 25/9 | 3de7       | 4de7        | 3de7a        | 2de7 (id)  | -          | 925   |
| 35a. | Matossers de Molins de Rei             | Dg 25/9 | 3de7       | 4de7        | 3de7a (c)    | -          | -          | 895   |
| 36a. | Colla Castellera de Figueres           | Dg 25/9 | 5de7       | 4de7a       | 3de7a (id)   | 3de7a (i)  | -          | 800   |
| 37a. | Castellers del Riberal                 | Dg 25/9 | 3de7       | 4de7        | 3de7a (i)    | pde5       | -          | 775   |
| 37a. | Colla Castellera La Bisbal del Penedès | Dg 25/9 | 3de7       | 4de7        | 5de7 (i)     | pde5       | -          | 775   |
| 37a. | Castellers d'Altafulla                 | Dg 25/9 | 2de6       | 3de7        | 4de7         | pde5       | -          | 775   |
| 40a. | Castellers de la Sagrada Família       | Ds 1/10 | 3de7       | 4de7        | 2de6         | -          | -          | 765   |
| 41a. | Castellers de Cerdanyola               | Dg 25/9 | 3de7       | 2de6        | -            | -          | -          | 490   |

## Castells realitzats
La següent taula mostra la quantitat de vegades que es va veure cada castell segons el seu resultat. No s'hi inclouen els castells de la taula de puntuacions que no van ser intentats cap vegada.
| Castell | 2de6 | Pde5 | 4de7 | 3de7 | 3de7a | 4de7a | 7de7 | 5de7 | 3de7ps | 9de7 | 2de7 | 4de8 | 3de8 | 2de8f | Pde7f | 5de8 | 3de8a | 3de9f | 4de9f | 9de8 | 2de9fm | 5de9f | 4de9sf | 2de8sf | 3de10fm | 4de10fm | Total | %     |
| ------- | ---- | ---- | ---- | ---- | ----- | ----- | ---- | ---- | ------ | ---- | ---- | ---- | ---- | ----- | ----- | ---- | ----- | ----- | ----- | ---- | ------ | ----- | ------ | ------ | ------- | ------- | ----- | ----- |
| D       | 3    | 3    | 6    | 9    | 5     | 13    | 10   | 18   | 1      | 2    | 5    | 13   | 7    | 4     | -     | 3    | -     | 2     | 3     | -    | -      | 1     | 1      | -      | 1       | -       | 110   | 75,3% |
| C       | -    | -    | -    | -    | 2     | -     | -    | 1    | 1      | -    | -    | 1    | -    | 1     | 1     | -    | -     | 2     | -     | -    | 1      | 1     | 1      | 2      | -       | -       | 14    | 9,6%  |
| I       | -    | -    | -    | -    | 2     | -     | -    | 1    | -      | -    | -    | -    | 1    | -     | -     | -    | 1     | -     | -     | 1    | -      | -     | 1      | 1      | -       | 1       | 9     | 6,2%  |
| ID      | -    | -    | -    | -    | 1     | -     | 1    | 1    | -      | -    | 3    | 3    | 2    | 1     | -     | -    | -     | 1     | -     | -    | -      | -     | -      | -      | -       | -       | 13    | 8,9%  |
| Total   | 3    | 3    | 6    | 9    | 10    | 13    | 11   | 21   | 2      | 2    | 8    | 17   | 10   | 6     | 1     | 3    | 1     | 5     | 3     | 1    | 1      | 2     | 3      | 3      | 1       | 1       | 146   | 100%  |

## Colles participants
La normativa del XXVIII Concurs de Castells determinava que podien participar-hi les 42 colles millor classificades al Rànquing Estrella Concurs, on es comptabilitzaven les cinc millors actuacions de les colles en el període de l'1 de setembre del 2019 al 31 d'agost del 2022. La decisió d'incloure les actuacions dutes a terme a partir del setembre del 2019 va ser un fet excepcional, que es va deure al fet de l'aturada del món casteller durant els anys 2020 i 2021 com a conseqüència de la pandèmia. En aquest còmput s'hi van tenir en compte els tres millors castells de cada actuació (és a dir, els més ben puntuats).
Aquest rànquing també establia, segons la posició que ocupa cada colla, el dia en què s'actuava al Concurs: Les 12 primeres colles del rànquing tenien el dret de participar en la jornada de diumenge a Tarragona, les següents 18 colles (de la 13a. a la 30a.) participaven a la jornada de dissabte a Tarragona, i les següents 12 colles (de la 31a. a la 42a.) participaven a la jornada de Torredembarra.
El nombre final de colles participants al XXVIII Concurs de Castells va ser de 41, amb la renúncia a última hora de la Colla Jove de Castellers de Sitges, que va retirar la seva participació la segona setmana de setembre, després d'haver-la confirmat uns dies abans. A causa de la proximitat del concurs, l'organització va decidir no avançar cap colla de la sessió de Torredembarra al dissabte 1 d'octubre a la Tarraco Arena Plaça.

## Normativa
La decisió normativa més important pel XXVIII Concurs de Castells va ser deixar d'utilitzar el criteri emprat a la XXVII edició que només puntuava per a cada colla un sol castell que hagués quedat en carregat. Per tant, de cara a la puntuació es consideraven sempre els tres millors castells encara que tots ells vagin poder quedar com a carregats.

### Taula de puntuacions
Aquesta va ser la taula utilitzada pel jurat del XXVIIIè Concurs per a puntuar les actuacions de les diferents colles i atorgar-los la corresponents puntuació i posició final. Va ser també la taula utilitzada pel Rànquing Estrella Damm entre les dates 1/9/2019 i 31/8/2022, en què es van computar els tres millors castells de les cinc millors actuacions, per a saber les colles que tenien dret a participar en aquest certamen, és a dir, les 42 millors colles, dividides en tres dies.
| Grup   | Subgrup | Castell | Punts carregat | Punts descarregat |
| ------ | ------- | ------- | -------------- | ----------------- |
| Grup 0 | sub 1   | 2de6    | 175            | 200               |
| Grup 0 | sub 1   | Pde5    | 185            | 210               |
| Grup 1 | sub 1   | 9de6    | 230            | 265               |
| Grup 1 | sub 1   | 4de7    | 240            | 275               |
| Grup 1 | sub 1   | 3de7    | 250            | 290               |
| Grup 2 | sub 1   | 3de7a   | 330            | 360               |
| Grup 2 | sub 1   | 4de7a   | 345            | 380               |
| Grup 2 | sub 2   | 7de7    | 350            | 400               |
| Grup 2 | sub 2   | 5de7    | 365            | 420               |
| Grup 2 | sub 3   | 7de7a   | 415            | 440               |
| Grup 2 | sub 3   | 5de7a   | 425            | 450               |
| Grup 2 | sub 3   | 3de7ps  | 435            | 465               |
| Grup 3 | sub 1   | 9de7    | 500            | 575               |
| Grup 3 | sub 1   | 2de7    | 525            | 605               |
| Grup 3 | sub 1   | 4de8    | 550            | 635               |
| Grup 3 | sub 2   | Pde6    | 580            | 665               |
| Grup 3 | sub 2   | 3de8    | 610            | 700               |
| Grup 4 | sub 1   | 7de8    | 760            | 875               |
| Grup 4 | sub 1   | 2de8f   | 800            | 920               |
| Grup 4 | sub 1   | Pde7f   | 835            | 960               |
| Grup 4 | sub 2   | 5de8    | 880            | 1010              |
| Grup 4 | sub 2   | 4de8a   | 965            | 1060              |
| Grup 4 | sub 2   | 3de8a   | 1005           | 1110              |
| Grup 4 | sub 2   | 7de8a   | 1025           | 1125              |
| Grup 4 | sub 3   | 5de8a   | 1055           | 1165              |

| Grup   | Subgrup | Castell  | Punts carregat | Punts descarregat |
| ------ | ------- | -------- | -------------- | ----------------- |
| Grup 5 | sub 1   | 4de9f    | 1270           | 1460              |
| Grup 5 | sub 1   | 3de9f    | 1335           | 1530              |
| Grup 6 | sub 1   | 9de8     | 1665           | 1915              |
| Grup 6 | sub 2   | 3de8ps   | 1825           | 2010              |
| Grup 6 | sub 2   | 2de9fm   | 1835           | 2110              |
| Grup 6 | sub 2   | Pde8fm   | 1925           | 2210              |
| Grup 6 | sub 3   | 7de9f    | 2020           | 2320              |
| Grup 6 | sub 3   | 5de9f    | 2090           | 2400              |
| Grup 6 | sub 3   | 4de9fa   | 2250           | 2475              |
| Grup 6 | sub 3   | 3de9fa   | 2315           | 2555              |
| Grup 7 | sub 1   | 4de9sf   | 2680           | 3195              |
| Grup 7 | sub 1   | 2de8sf   | 2765           | 3300              |
| Grup 7 | sub 1   | 3de10fm  | 2775           | 3405              |
| Grup 7 | sub 1   | 4de10fm  | 2870           | 3510              |
| Grup 7 | sub 2   | 9de9f    | 3190           | 3670              |
| Grup 7 | sub 2   | 2de9sm   | 2915           | 3705              |
| Grup 7 | sub 3   | 2de10fmp | 3370           | 3870              |
| Grup 7 | sub 3   | Pde9fmp  | 3480           | 4000              |
| Grup 7 | sub 3   | 3de9sf   | 3250           | 4130              |
| Grup 7 | sub 3   | 4de10sm  | 3350           | 4260              |

## Diada Internacional
El dia 1 d'octubre es va celebrar la III Diada Internacional de castells, a la Plaça de la Font, Tarragona. A la diada hi van participar els Castellers of London, els Castellers de París, els Xiquets Copenhagen, els Castellers d'Andorra i la Colla Castellera de Madrid.